# Petrodólar
Un petrodólar es un dólar estadounidense obtenido a través de la venta de petróleo, es decir, una petrodivisa en dólares.
El término fue acuñado por Ibrahim Oweiss, un profesor de economía de la Universidad de Georgetown, en 1973. Oweiss pensó que era necesario un término para describir la situación que ocurría en los países de la OPEP, donde la venta de petróleo les permitía a esas naciones prosperar económicamente e invertir en las economías de otras naciones que compraban su petróleo.
En general la palabra se ha usado para hacer referencia a la gran ventaja financiera que los países de la OPEP tenían hasta el final del siglo XX, y que ha sido vista por algunos políticos árabes como ofensiva debido a que estereotipaba a los productores de crudo como naciones nouveau-riche interesadas en comprar buena voluntad política. Aunque más específicamente es a la tenencia de dólares americanos fuera de USA por países vendedores de petróleo. En realidad los países de la OPEP al vender en dólares americanos han beneficiado al dólar estadounidense que es una moneda sin respaldo.
El 26 de marzo de 2018 el gobierno chino comenzó a vender contratos petroleros en petroyuanes, desafiando el dominio del dólar estadounidense para la venta de petróleo en el mundo. Recientemente, países productores de petróleo, incluyendo de la OPEP, podrán hacer venta de petróleo en petroyuanes en vez de dólar estadounidense. Se especula que un alejamiento del dólar hacia el petroyuán podría tener efectos desastrosos para la economía de los Estados Unidos debido a que un balance de comercio tan negativo se sostiene solo en el hecho de que el dólar es la moneda de reserva. Por otro lado, la demanda por el petrodólar es un factor significativo en el aumento del déficit de los Estados Unidos, y también aumenta la inflación.
Dado que la tendencia general de los precios del petróleo es aumentar y volverse cada vez más volátiles, se argumenta que el comercio del crudo es a largo plazo una carga significativa para la divisa en la cual se hace intercambio.[cita requerida]